# Бермудские Острова на летних Олимпийских играх 1956
Бермуды принимали участие в Летних Олимпийских играх 1956 года в Мельбурне (Австралия) в четвёртый раз за свою историю, но не завоевали ни одной медали.